# Успенка (Табунский район)
Успенка — село в Табунском районе Алтайском крае. В составе Серебропольского сельсовета.

## История
Основано в 1909 году. В 1928 г. деревня Успенка состояла из 111 хозяйств, основное население — украинцы. В составе Ромнинского сельсовета Славгородского района Славгородского округа Сибирского края.

## Население
| 1926 | 1997 | 1998 | 1999 | 2000 | 2001 | 2002 |
| ---- | ---- | ---- | ---- | ---- | ---- | ---- |
| 577  | ↘261 | ↘253 | ↗259 | ↘255 | ↘254 | ↘245 |
| 2003 | 2004 | 2005 | 2006 | 2007 | 2008 | 2009 |
| ↘235 | ↗236 | ↗243 | ↘225 | ↘212 | ↘208 | ↗219 |
| 2010 | 2011 | 2012 | 2013 |      |      |      |
| ↘216 | ↘213 | ↘212 | ↘205 |      |      |      |